# Супертип рівня (шаблон проєктування)
Супертип рівня (англ. Layer Supertype) — шаблон проєктування, який пропонує винести повторювану логіку в окремий клас.

## Опис
Якщо є логіка, яка спільна для різних класів рівня, її можна винести у супертип.
Наприклад, генерація значень, які використовуються в різних місцях.
```
static
 
class
 
ValueGenerator

{

    
public
 
string
 
Generate
()

    
{

       
return
 
new
 
Random
(
1000
,
 
9999
).
ToString
();

    
}

}

```

Також, супертип може містити логіку спільну для всіх класів свого рівня. Наприклад, коли одні й ті самі методи дублюються у всіх об'єктах рівня. Тоді щоб не дублювати код між усіма класами рівня використаємо супертип.
Типовим прикладом буде поле ідентифікатора, яке спільне для всіх об'єктів доменного рівня.
```
class
 
DomainObject

{

   
private
 
int
 
id
;

   
public
 
int
 
Id
 

   
{

      
get

      
{

         
return
 
id
;

      
}

      
set

      
{

         
if
 
(
value
 
==
 
0
)
 
throw
 
new
 
InvalidOperationException
();

         

         
id
 
=
 
value
;

      
}

}

```